# Candalla
Candalla è una valle che si trova fra Camaiore e Casoli.
La valle, profonda e stretta, è situata alle pendici delle montagne che circondano la cittadina di Camaiore: il monte Prana, il Monte Gabberi e lo sperone roccioso del monte Penna, in provincia di Lucca (Toscana).

## Caratteristiche generali
Il nome della valle deriva dal latino "Candianula" cioè villa o podere, da cui, attraverso le successive forme "Candianla" e "Candialla" si arriva a Candalla.
La valle si distende ai piedi del monte Prana, che raggiunge un'altezza di 1221 metri, e del monte Gabberi, che raggiunge un'altezza di 1108 metri, ed è sovrastata dallo sperone roccioso del monte Penna, che ha un'altezza di 497 metri sul livello del mare e, nonostante la modesta altezza, ricopre una grande attrattiva per gli alpinisti.

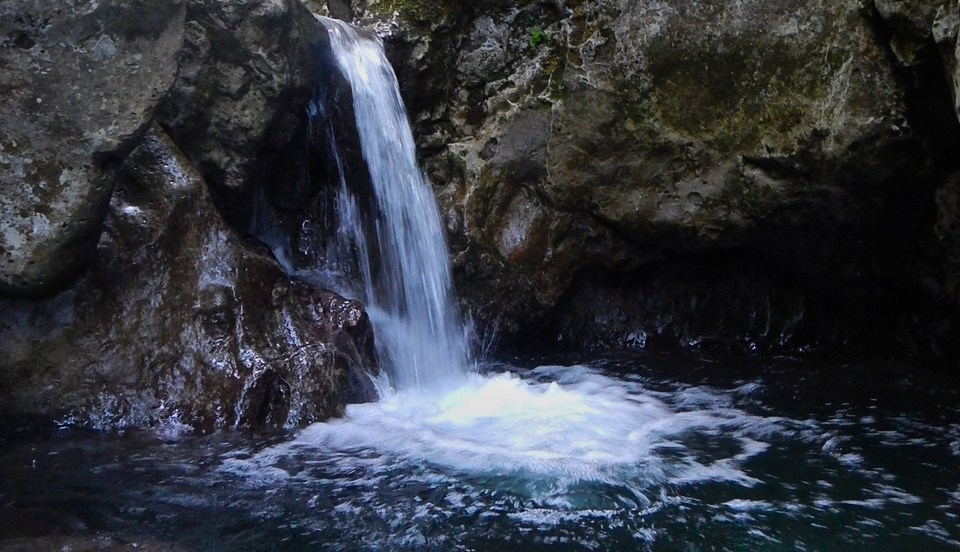
Candalla e le sue "pozze"

Il fondovalle è coltivato prevalentemente a oliveto; cominciando a salire si trovano dei castagneti e infine ancora più in alto inizia il bosco. Il terreno adiacente al torrente Lombricese in autunno è oggetto di fioritura dei ciclamini, nel periodo primaverile delle primule e non ti scordar di me.
Candalla è apprezzata dagli appassionati di trekking, oltre che dai naturalisti e dai fotografi.

## Ripari preistorici
Il sito di Candalla, scoperto nel 1981 dal gruppo archeologico di Camaiore, si pone, per la caratteristica e la quantità dei reperti trovati e ora conservati nel museo Blanc di Viareggio, tra i più importanti siti dell'Età del bronzo della Toscana nord-occidentale.
I ripari di Candalla non erano abitazioni fisse ma semplici bivacchi nelle transumanze verso i pascoli del Monte Matanna. Si trattava di un villaggio di capanne, costruite con argilla e con copertura vegetale, dislocato sulla sponda destra del torrente Lombricese, abitato sporadicamente a iniziare dal Neolitico e maggiormente frequentato nell'Età del bronzo da una comunità di pastori.
Nell'Età del bronzo i ripari venivano utilizzati come rifugi stagionali dove si svolgevano attività legate alla pastorizia, ad esempio colare e bollire il latte, alla tessitura e alla metallurgia.
La prova delle attività artigianali, alle quali si dedicavano gli abitanti di Candalla, è data dal ritrovamento di pesi da telaio, che documentano una rudimentale lavorazione tessile, che si concretizzava con la produzione di tessuti in lana. Allo stesso modo, la presenza di colini in ceramica attesta la produzione di formaggio, principale risorsa dei pastori dell'Età del bronzo.
È testimoniata anche la raccolta di frutti selvatici quali ghiande, susine, mele selvatiche e corniolo.
All'inizio dell'età del Bronzo medio venivano costruite abitazioni con cannicci che sfruttavano come appoggio la parete rocciosa: all'interno di queste furono ritrovati acciottolati e focolari.
Nel Bronzo recente la frequentazione di questi rifugi diventò più saltuaria e nel Bronzo Finale il ritrovamento di un grano d' ambra baltica di tipo Tirinto, che veniva lavorata prevalentemente in area padana, testimoniò uno scambio di oggetti di prestigio anche a lunga distanza
In base ai reperti rinvenuti nelle campagne di scavo operate dalla dottoressa Daniela Cocchi per conto del museo Blanc di Viareggio, i ripari più rilevanti sono stati il riparo della Roberta, il riparo del Lauro e il riparo dell'Ambra.
Tra il 1981 e il 1984 furono effettuati all'interno del riparo della Roberta degli scavi che portarono alla luce manufatti dell'età del Bronzo.
Nel 1985 gli scavi effettuati nel riparo dell'Ambra evidenziarono una presenza umana ininterrotta dal Neolitico tardo all'età del Bronzo finale.
Nel 1986, durante gli scavi effettuati all'interno del riparo del Lauro furono rinvenuti nello strato più superficiale frammenti medievali, più sotto frammenti attribuibili all'Età del bronzo, nel terzo strato ceramiche riferibili agli inizi del Bronzo Medio e infine una sepoltura femminile probabilmente del Bronzo Antico.

## Archeologia industriale
Lungo la valle di Candalla si possono ammirare i ruderi e le rovine di opifici, mulini, frantoi, pastifici, polverifici sorti in prossimità del torrente Lombricese per sfruttarne l'energia; i più antichi risalgono al XV secolo.
Questi ruderi hanno una rilevante importanza quale testimonianza delle tecnologie lavorative poiché conservano, oltre alle mura, le prese d'acqua, le macine di pietra e vari manufatti.

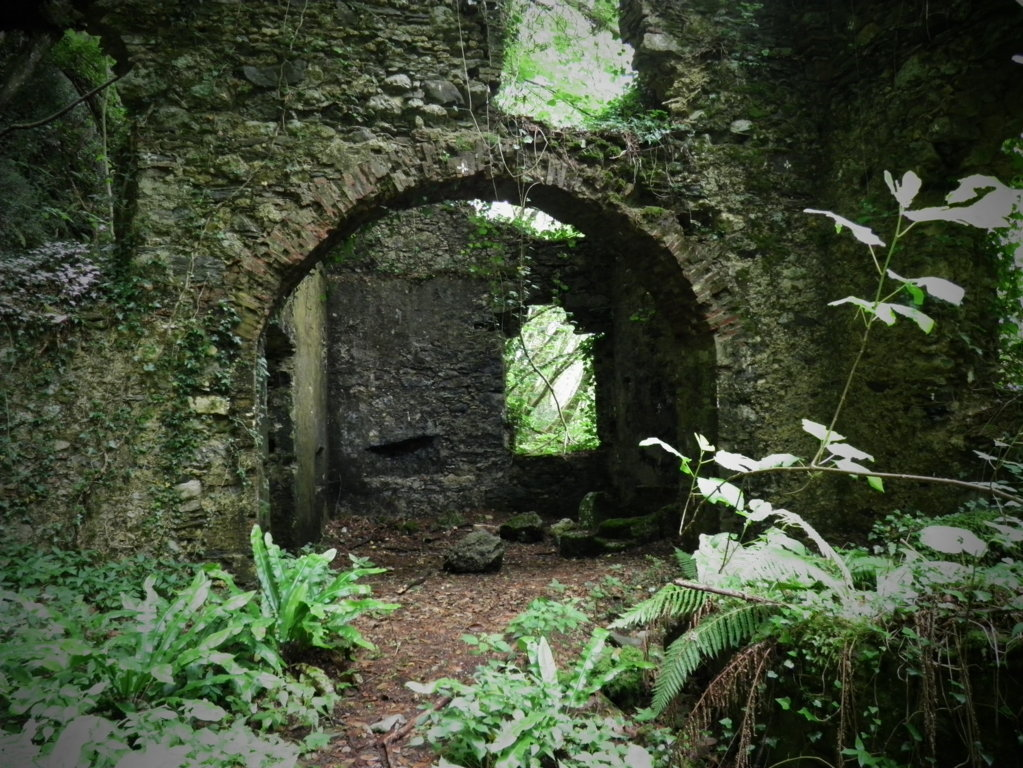
Resti di ex opifici

### Pastificio Bertagna
Tra tutti i resti che costeggiano il torrente Lombricese, sono particolarmente importanti quelli del pastificio Bertagna, detto così dal nome del proprietario Luigi Bertagna che, oltre a questo pastificio, possedeva sempre lungo il Lombricese un frantoio ed un mulino.
La prima notizia del pastificio Bertagna risale all'anno 1854 come documentano le tasse sugli edifici relative a quell'anno. Le sue macchine di ferro venivano mosse da una ruota verticale molto grande situata all'esterno dell'edificio.
Il pastificio comprendeva una grande stanza coperta a palco sorretto da pilastri con archi dove si trovavano cinque macchine di ferro per fare cinque diverse qualità di minestre.
Al primo piano vi erano quattro stanze anch'esse coperte a palco di cui una grande per magazzino, una centrale contenente la porta d'ingresso, una adibita a studio e una che ospitava un molino con una sola macina.
Al secondo piano a tetto c'era una grande stanza uso di magazzino, una stanza centrale con il focolare ed una terza stanza dove vi era una macchina che utilizzava un meccanismo biella-manovella per tritare il grano per i vari tipi di pasta.
L'attività del pastificio terminò probabilmente verso la fine dell'Ottocento dato che agli inizi del Novecento vi era una cartiera al suo posto.

### Mulino di Taccone

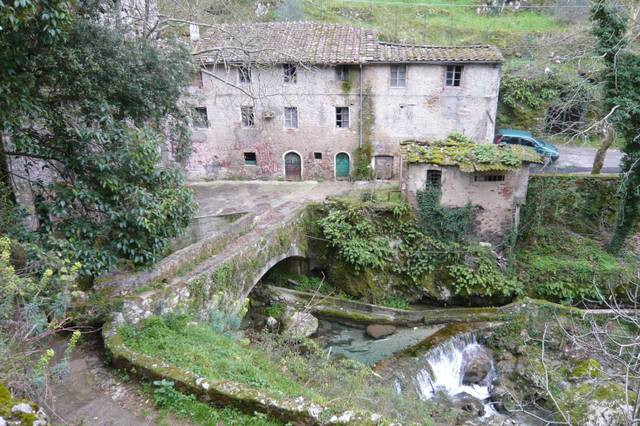
Mulino di Candalla

Un molino intatto si trova in prossimità della prima pozza formata dal torrente Lombricese, nella parte centrale della valle di Candalla, dove finisce la strada percorribile in auto. Questo complesso costituisce l'ingresso vero e proprio alla valle.
La prima notizia di questo opificio si trova in un estimo catastale del 1513 dove risultava di proprietà del Comune di Camaiore. Successivamente venne privatizzato e nei secoli la proprietà passò a diverse famiglie. Nei primi anni 2000, il Comune di Camaiore lo riacquistò dagli eredi dell'ultimo proprietario, Giuseppe Marchetti detto "Taccone", per farne un museo. Taccone, particolarmente legato a questo molino, era riuscito a mantenerlo attivo fino alla fine del Novecento.
Si tratta di un edificio a tre piani. Al piano terra vi sono tre stanze con tre ingressi indipendenti, due lato nord e uno lato ovest; in una di queste stanze sono collocate due macine.
Al primo piano vi sono quattro stanze e cioè una cucina, due camere, e un vano per usi diversi. Al secondo piano a tetto vi sono due camere e un fienile

### Ferriera Barsi

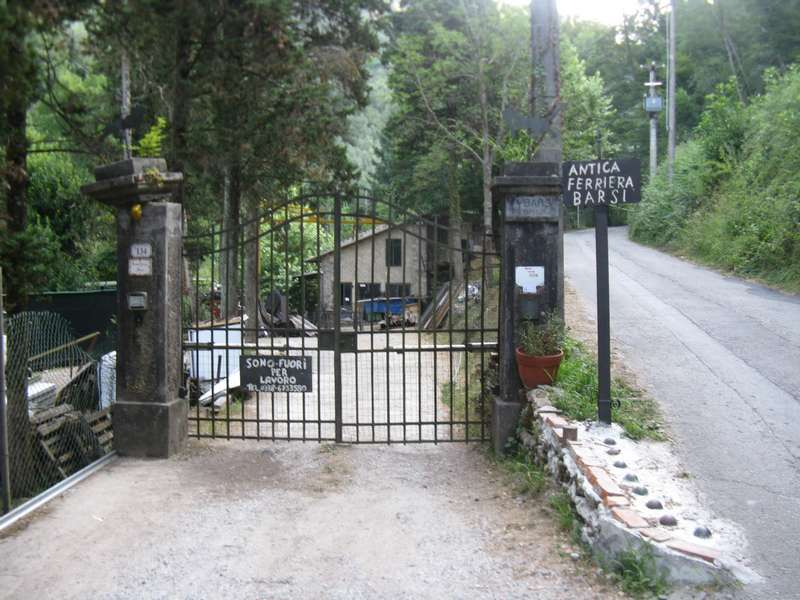
Antica ferriera Barsi

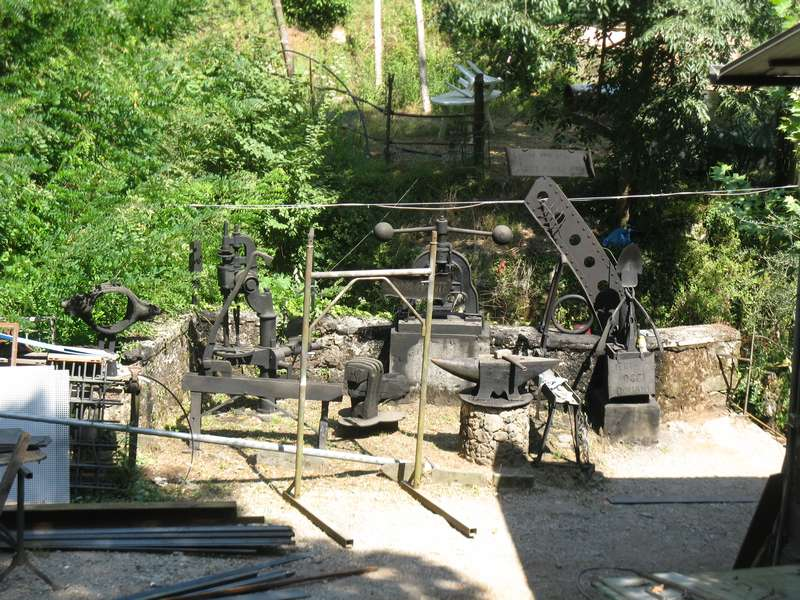
Utensili in ferro battuto

La ferriera Barsi è collocata lungo il torrente Lombricese proprio all'inizio della valle.
La ferriera risale al 1820 e apparteneva alla famiglia Cerù, una famiglia nobile lucchese legata al commercio; è costituita da un pianterreno dove si trovano due stanze sterrate e una a tetto a uso di ferriera con tre fucine.
Nel tempo si sono succeduti diversi proprietari finché nel 1910 fu sottoposta a sequestro e venduta all'asta.
Jacopo Barsi, appartenente a una famiglia che aveva posseduto una ferriera sul monte Matanna, lesse sul giornale di questa cosa e con l'aiuto di uno zio ritornato dall'America partecipò all'asta aggiudicandosi la ferriera per la somma di 6.000 lire.
Jacopo insegnò il mestiere al figlio Nilo che a sua volta lo insegnò ai suoi due figli, Delio (deceduto nel 1982) e Giuseppe, proprietario della ferriera.
In questo laboratorio venivano realizzati, soprattutto, strumenti utili per lavorare la terra quali zappe e vanghe.
Nel 1965 i locali furono allagati dalle acque del torrente Lombricese che arrivò a un livello di 1.20 metri sopra il piano della ferriera.
Superata la crisi, per la ferriera Barsi si aprì un periodo assai fiorente, grazie anche all'arrivo dello scultore Rosario Murabito a Camaiore. Ebbe così avvio una produttiva collaborazione che vide il mescolarsi dell'estro di Murabito con l'esperienza di Delio Barsi, insieme anche all'aiuto di un altro fabbro ferraio, Luciano Regattieri.
La gestione Barsi riuscì a insediarsi sul mercato della ferramenta con una vasta clientela.
La ferriera Barsi rappresenta una vera e propria scuola frequentata da molti artisti stranieri come John Crawford, soprannominato Giovanni l'Americano, il quale dopo aver messo a punto il mestiere, lasciò Candalla per fare fortuna e ottenere successo con sculture in ferro battuto a New York.
La ferriera è diventata un'attrattiva turistica versiliese che presenta, oltre al laboratorio in cui tutto viene realizzato, il "museo alternativo" che Giuseppe Barsi ha creato lungo Lombrici, ovvero enormi zappe e utensili di vario genere messi in mostra lungo la strada.
Giuseppe Barsi, nominato Cavaliere della Repubblica, fece un omaggio ai suoi avi con una grande vanga alta 4 metri, larga 2,2 metri e con un manico di 10 metri circa. Questo enorme utensile è visibile nel "museo alternativo" lungo la strada di Lombrici

## Iniziative e riconoscimenti

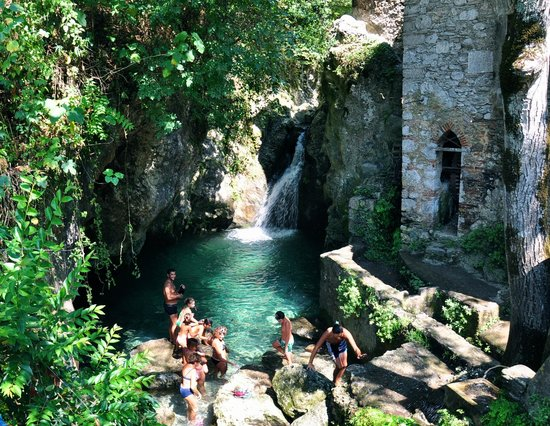
Bagni d'estate in Candalla

Nel 2007 una delegazione del gruppo archeologico di Camaiore, si recò a Rovigno, città gemellata con Camaiore, per allestire una mostra di interesse archeologico, dal titolo "Candalla di Camaiore e il castelliere di Moncodogno".
Candalla, nel 2013, insieme ai fiumi Serra e Vezza dell'alta Versilia, è stata al centro di un'iniziativa di ripopolamento della trota per salvaguardare la fauna ittica della zona.
Nel 2014 la rivista britannica The Guardian ha stilato una classifica delle dieci più belle piscine naturali situate in Italia: Candalla è stata posizionata al quinto posto.
A partire dal 2016 sul rio Lombricese viene praticato il canyoning, o torrentismo, disciplina in cui si discendono a piedi strette gole percorse da piccoli corsi d'acqua, senza l’aiuto di gommoni o canoe.
Nel 2017, dato l'incremento turistico in questa zona, l'amministrazione ha istituito una navetta affinché diminuisse il flusso di automobili in transito e il passaggio dei mezzi di soccorso fosse garantito.